# Bang của Brasil
Cộng hòa Liên bang Brasil được chia làm 27 đơn vị hành chính liên bang (tiếng Bồ Đào Nha: Unidades Federativas (UF)) gồm: 26 bang và một Quận liên bang (Distrito Federal) trong đó có thủ đô Brasília. Các bang của Brasil được phân định theo ranh giới lịch sử và đã phát triển qua hàng thế kỷ dù một vài ranh giới đã có thay đổi. Quận liên bang không phải là một bang nhưng có nhiều điểm tương đồng với một bang và cũng có nhiều điểm tương đồng với một đô thị tự quản. 

- 1990
Hiện tại

## Danh sách các bang của Brasil
| Cờ hiệu | Bang                | Viết tắt | Thủ phủ        | Diện tích (km²) | [Dân số (2005) | Mật độ dân số (2005) | Tỉ lệ GDP (2007)    | GDP trên đầu người (R$) (2007) | HDI (2005) | Tỉ lệ biết chữ (2003) | Tỉ lệ tử sơ sinh (2002) | Tuổi thọ trung bình (2004) |
| ------- | ------------------- | -------- | -------------- | --------------- | -------------- | -------------------- | ------------------- | ------------------------------ | ---------- | --------------------- | ----------------------- | -------------------------- |
|         | Acre                | AC       | Rio Branco     | 152.581,4       | 656.043        | 4,30                 | 5.761.000 (0,2%)    | 8.789                          | 0,751      | 84%                   | 33,2‰                   | 70,8                       |
|         | Alagoas             | AL       | Maceió         | 27.767,7        | 3.015.912      | 108,61               | 17.793.000 (0,7%)   | 5.858                          | 0,677      | 70%                   | 57,7‰                   | 66,0                       |
|         | Amapá               | AP       | Macapá         | 142.814,6       | 594.587        | 4,16                 | 6.022.000 (0,2%)    | 10.254                         | 0,780      | 91%                   | 24,9‰                   | 69,8                       |
|         | Amazonas            | AM       | Manaus         | 1.570.745,7     | 3.232.330      | 2,05                 | 42.023.000 (1,6%)   | 13.043                         | 0,780      | 94%                   | 20,8‰                   | 73,4                       |
|         | Bahia               | BA       | Salvador       | 564.692,7       | 13.815.334     | 24,46                | 109.652.000 (4,1%)  | 7.787                          | 0,742      | 79%                   | 38,7‰                   | 71,4                       |
|         | Ceará               | CE       | Fortaleza      | 148.825,6       | 8.097.276      | 54,40                | 50.331.000 (1,9%)   | 6.149                          | 0,723      | 78%                   | 35,1‰                   | 69,6                       |
|         | Quận liên bang      | DF       | Brasília       | 5.822,1         | 2.333.108      | 400,73               | 99.946.000 (3,8%)   | 40.696                         | 0,874      | 96%                   | 17,5‰                   | 74,9                       |
|         | Espírito Santo      | ES       | Vitória        | 46.077,5        | 3.408.365      | 73,97                | 60.340.000 (2,3%)   | 18.003                         | 0,802      | 90%                   | 20,9‰                   | 73,1                       |
|         | Goiás               | GO       | Goiânia        | 340.086,7       | 5.619.917      | 16,52                | 65.210.000 (2,5%)   | 11.548                         | 0,800      | 90%                   | 20,7‰                   | 72,8                       |
|         | Maranhão            | MA       | São Luís       | 331.983,3       | 6.103.327      | 18,38                | 31.606.000 (1,2%)   | 5.165                          | 0,683      | 77%                   | 46,3‰                   | 66,8                       |
|         | Mato Grosso         | MT       | Cuiabá         | 903.357,9       | 2.803.274      | 3,10                 | 42.687.000 (1,6%)   | 14.954                         | 0,796      | 90%                   | 21,5‰                   | 72,6                       |
|         | Mato Grosso do Sul  | MS       | Campo Grande   | 357.125,0       | 2.264.468      | 6,34                 | 28.121.000 (1,1%)   | 12.411                         | 0,802      | 91%                   | 19,2‰                   | 73,2                       |
|         | Minas Gerais        | MG       | Belo Horizonte | 586.528,3       | 19.237.450     | 32,79                | 241.293.000 (9,1%)  | 12.519                         | 0,800      | 89%                   | 20,8‰                   | 74,1                       |
|         | Pará                | PA       | Belém          | 1.247.689,5     | 6.970.586      | 5,58                 | 49.507.000 (1,9%)   | 7.007                          | 0,755      | 90%                   | 27,3‰                   | 71,4                       |
|         | Paraíba             | PB       | João Pessoa    | 56.439,8        | 3.595.886      | 63,71                | 22.202.000 (0,8%)   | 6.097                          | 0,718      | 75%                   | 45,5‰                   | 68,3                       |
|         | Paraná              | PR       | Curitiba       | 199.314,9       | 10.261.856     | 51,48                | 161.582.000 (6,1%)  | 15.711                         | 0,820      | 93%                   | 20,7‰                   | 73,5                       |
|         | Pernambuco          | PE       | Recife         | 98.311,6        | 8.413.593      | 85,58                | 62.256.000 (2,3%)   | 7.337                          | 0,718      | 79%                   | 44,8‰                   | 67,5                       |
|         | Piauí               | PI       | Teresina       | 251.529,2       | 3.006.885      | 11,95                | 14.136.000 (0,5%)   | 4.662                          | 0,703      | 72%                   | 33,1‰                   | 68,2                       |
|         | Rio de Janeiro      | RJ       | Rio de Janeiro | 43.696,1        | 15.383.407     | 352,05               | 296.768.000 (11,2%) | 19.245                         | 0,832      | 96%                   | 19,5‰                   | 72,4                       |
|         | Rio Grande do Norte | RN       | Natal          | 52.796,8        | 3.003.087      | 56,88                | 22.926.000 (0,9%)   | 7.607                          | 0,738      | 77%                   | 41,9‰                   | 69,8                       |
|         | Rio Grande do Sul   | RS       | Porto Alegre   | 281.748,5       | 10.845.087     | 38,49                | 176.615.000 (6,6%)  | 16.689                         | 0,832      | 95%                   | 15,4‰                   | 74,5                       |
|         | Rondônia            | RO       | Porto Velho    | 237.576,2       | 1.534.594      | 6,46                 | 15.003.000 (0,6%)   | 10.320                         | 0,776      | 92%                   | 24,6‰                   | 70,6                       |
|         | Roraima             | RR       | Boa Vista      | 224.299,0       | 391.317        | 1,74                 | 4.169.000 (0,2%)    | 10.534                         | 0,750      | 91%                   | 17,8‰                   | 69,3                       |
|         | Santa Catarina      | SC       | Florianópolis  | 95.346,2        | 5.866.568      | 61,53                | 104.623.000 (3,9%)  | 17.834                         | 0,840      | 95%                   | 18,2‰                   | 74,8                       |
|         | São Paulo           | SP       | São Paulo      | 248.209,4       | 40.442.795     | 162,93               | 902.784.000 (33,9%) | 22.667                         | 0,833      | 95%                   | 17,4‰                   | 73,7                       |
|         | Sergipe             | SE       | Aracaju        | 21.910,3        | 1.967.761      | 89,81                | 16.896.000 (0,6%)   | 8.712                          | 0,742      | 90%                   | 40,6‰                   | 70,3                       |
|         | Tocantins           | TO       | Palmas         | 277.620,9       | 1.305.728      | 4,70                 | 11.094.000 (0,4%)   | 8.921                          | 0,756      | 83%                   | 28,4‰                   | 70,7                       |

## Liên kết
- Economic statistical data for Brazil's 26 states and federal district (in English, Portuguese, and Spanish)
- Bang của Brasil trên DMOZ
- Wikimedia Atlas của Brazil
- Map of Brazil, showing states and their regular timezones